# Product Red
Pour les articles homonymes, voir Red.
 (avril 2020).
Si vous disposez d'ouvrages ou d'articles de référence ou si vous connaissez des sites web de qualité traitant du thème abordé ici, merci de compléter l'article en donnant les références utiles à sa vérifiabilité et en les liant à la section « Notes et références ».
Product Red, stylisé (PRODUCT)RED™ est une marque qui est concédée sous licence à des sociétés partenaires telles que American Express, Apple, Converse, Nike, Motorola, Gap, Emporio Armani, Hallmark, Microsoft et Dell. Il s'agit d'une initiative amorcée par U2, Bono, Bobby Shriver et la dette commerciale du sida en Afrique (DATA) pour amasser de l'argent pour le Fonds mondial de lutte contre le sida, la tuberculose et le paludisme.
Chaque entreprise partenaire crée un produit avec le logo (Product) Red. Un pourcentage de leurs propres recettes par le biais du produit qu'ils vendent, est accordé au Fonds mondial.
« Les chiffres sont édifiants : chaque jour, plus de 5 800 personnes meurent du sida en Afrique et près de 2 000 enfants sont contaminés par le VIH. L'initiative (PRODUCT) RED du Fonds Mondial redistribue jusqu'à 50 % de ses bénéfices bruts à des programmes africains de lutte contre le sida visant à protéger la santé des femmes et des enfants. Depuis sa création, l'initiative (PRODUCT) RED a permis de reverser plus de 11 millions de dollars US au Fonds Mondial. En achetant (PRODUCT) RED, vous contribuez activement à la réussite de ce projet. »
— Apple, Apple - Ipod - (PRODUCT) RED
.

## Produits
Les Products Red sont :

Autre logo.

- Aprilia, qui utilisera une livrée (RED) sur les RS-GP pour le Grand Prix moto de la Communauté valence en 2016[3], 2017[4], 2018[5] et 2019[6]
- La marque Beats by Dr. Dre a sorti en édition spéciale le casque (Solo HD) PRODUCT RED et (Solo 2) PRODUCT RED
- American Express a sorti en 2006 au Royaume-Uni une carte de crédit en collaboration avec Product Red qui reverse à chaque paiement 1 % de l'achat à l’association Global Fund
- Gap vend une ligne de vêtements dont les t-shirts sont réalisés en Afrique et à partir de coton africain. Il existe également des bracelets, des colliers, des broches, des bougies. (50 % des recettes vont à Product Red)
- Converse vend des chaussures fabriquées en Afrique
- Apple a créé trois générations d'iPod en édition spéciale : (iPod nano), (iPod shuffle) et (iPod touch), et vend une protection pour iPad et iPhone. En mars 2017, les iPhone 7 et 7 Plus ont eu droit à leur déclinaison Product Red (seulement en 128 et 256 Go). En avril 2018, les iPhone 8 et 8 Plus sont également édités en Product Red. En septembre 2018, Apple réitère son opération pour l'iPhone XR, pour l'iPhone 11 en 2019, pour l'iPhone SE (2020) puis les iPhone 12 mini et iPhone 12 en 2020, pour les iPhone 13 mini et iPhone 13 en 2021, l'iPhone SE (2022) et enfin iPhone 14 et iPhone 14 Plus en 2022.
- NEED magazine est un partenaire de Product Red.
- Dell créa trois ordinateurs (M1330, M1530 et XPS One).
- Microsoft et Dell se sont engagés à mettre en place un nouveau portable Dell, qui comportait une nouvelle SKU appelé Vista Ultimate Product Red* Windows Vista Ultimate Product Red Sku comprend : 6 Wallpapers et autres « Bonus » Red
- Starbucks a sorti 3 Red Exclusive Beverage pour lesquels 5 cents par achat seront reversés à Red et une carte (starbucks)red dont 5 cents sont reversés pour chaque achat d'une d'entre elles.
- (Shazam)RED est une application iPhone.
- Nike a sorti des lacets de football rouge. D'ailleurs, de grands joueurs comme Didier Drogba (Chelsea), Joe Cole (Chelsea), Andrei Arshavin (Arsenal), Marco Materazzi (Inter Milan), Denilson (Arsenal), Lucas Neill (Everton), Clint Dempsey (Fulham) et Seol Ki-hyeon (Fulham) les portent lors de leurs matchs. Mais ces lacets sont également disponibles à la vente en magasins de sport (Go Sport, Decathlon)
- Emporio Armani vend le même modèle de lunettes de soleil que ceux du chanteur du groupe U2
- Solange Hotlips a créé une bague rouge.
- Bugaboo a créé une poussette Product Red.
- Timbuk2 a créé un sac en bandoulière spécialement pour la marque.
- Channel Islands a créé un surf en édition limitée.
- Diptyque a créé une bougie en édition limitée et pour chaque achat de l'une d'entre elles, la marque parisienne versera 4 euros à l'association.
- Durex vend des préservatifs Pleasure Fit dans un emballage Product Red.